# Jürgen Stellpflug

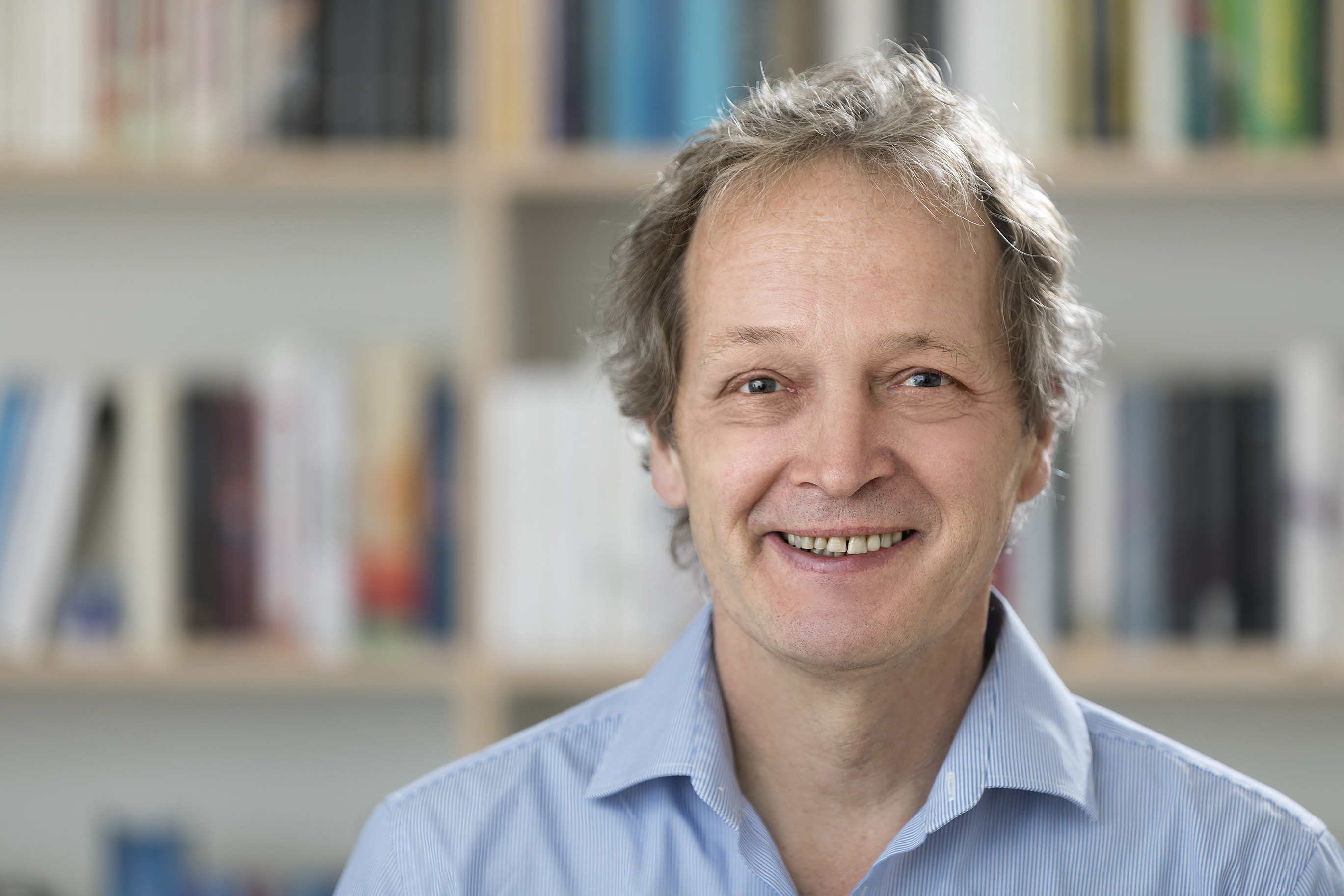
Jürgen Stellpflug (2019)

Jürgen Stellpflug (* 15. August 1956 in Borgentreich) ist ein deutscher Journalist, ehemaliger Chefredakteur und Geschäftsführer der Zeitschrift Ökotest und Vorsitzender des Vereins Testwatch – Die VerbraucherNützer e.V.

## Leben
Stellpflug wuchs in Borgentreich auf und legte 1975 am Gymnasium Marianum Warburg sein Abitur ab. Danach studierte er Betriebswirtschaft und Politologie in Berlin und Marburg und arbeitete zunächst bei der taz und als freier Journalist.
1985 gehörte Stellpflug mit Jürgen Räuschel und anderen zu den ersten Mitarbeitern der kurz zuvor in Frankfurt gegründeten Zeitschrift Ökotest. Dort war er von März 1989 bis 2018 Chefredakteur und verantwortlich für die Entwicklung neuer Verlagsprodukte. Zudem wurde er Geschäftsführer der bereits 1982 gegründeten Trägergesellschaft Öko-Test GmbH.
2000/01 geriet das Unternehmen in eine finanzielle Krise. Zur Kapitalgewinnung wurde eine Aktiengesellschaft, die Öko-Test Holding AG, an deren Grundkapital von 5.112.900 Euro er sich – zunächst mit 400.000 Euro – beteiligte und Vorstandsvorsitzender wurde. Später erhöhte er seinen Anteil auf 521.333 €, (also etwas mehr als 10 % des Kapitals). Ein weiterer Kapitalgeber wurde die SPD-eigene Deutsche Druck- und Verlagsgesellschaft, die inzwischen (November 2023) 77,97 % der Anteile besitzt.
Im April 2018 wurde Stellpflug als Chefredakteur abberufen. Vorausgegangen waren Auseinandersetzungen über die Digitalisierung und eine verlustreiche Expansion nach China. In dessen Folge verließ er auch den Vorstand der Ökotest-Holding AG. Nach seiner Abberufung wurde Stellpflug vorgeworfen, Anzeigenkunden mit zu hohen Angaben zu den Auflagen der Hefte getäuscht zu haben. Einen ersten Prozess gegen seine Kündigung gewann Stellpflug. Das Arbeitsgericht Frankfurt urteilte, er müsse als Chefredakteur weiterbeschäftigt werden, woraufhin der Verlag eine weitere Kündigung aussprach.
Am 6. September 2018 gründete er gemeinsam mit anderen Interessierten den Verein Testwatch – Die VerbraucherNützer e. V. und wurde dessen Vorsitzender.

## Ämter
- 2005 Gründungsmitglied der Verbraucherkommission Baden-Württemberg[8]

## Schriften
Als Autor
- Der weltweite Atomtransport, Rowohlt, Reinbek bei Hamburg 1987
- Das Vorsorgekonto, Friedrich-Ebert-Stiftung, Abteilung Wirtschafts- und Sozialpolitik, Bonn 2019

Als Herausgeber
- Ratgeber Lexikon Haushalt, mit Eckhard Jedicke und Ingrid Pohl, Rowohlt, Reinbek bei Hamburg 1990
- Ratgeber Haushaltsgeräte, mit Gaby Haas und Martina Arnold, Rowohlt 1991
- Ratgeber Kleinkinder, mit Irene Stratenwerth und Elke Achtner-Theiß, Rowohlt 1991
- Ratgeber Kinder ab 4 Jahren, mit Michael Berger u. a., Rowohlt 1993
- Ratgeber Bauen und Renovieren, mit Martina Arnold, Rowohlt 1994
- Ratgeber Gesundheit, mit Martina Arnold, Rowohlt 1994
- Ratgeber Kosmetik, mit Martina Arnold, Rowohlt 1995
- Ratgeber Ernährung, mit Michael Berger, Rowohlt 1995
- Herz & Kreislauf, Öko-Test-Verlag, Frankfurt M. 2007
- Alle E-Nummern verständlich erklärt, Öko-Test-Verlag 2014